# دانشکده داروسازی یزد
دانشکده داروسازی دانشگاه علوم پزشکی یزد یکی از دانشکده‌های داروسازی ایران وابسته به دانشگاه علوم پزشکی شهید صدوقی در یزد است.

## تاریخچه
دانشکده داروسازی یزد در سال ۱۳۸۸ بنیانگذاری شد. هم‌اکنون ریاست این دانشکده را دکتر لطفعلیانی  برعهده دارد.